# Puntbrug
De Puntbrug is een klapbrug in het het centrum van de Nederlandse stad Rotterdam. De brug overspant de Wijnhaven en verbindt de punt van het eiland tussen de Wijnhaven en de Scheepmakershaven met de noordzijde van de Wijnhaven. De brug is vernoemd naar die punt. In de volksmond heet ze ook wel de Kronkel (naar haar vorm).